# Léon des Avanchers
Léon des Avanchers (à l'état civil Michel Rey-Golliet), né en 1825 aux Avanchers et mort le 2 août 1879 dans le Kaffa (Éthiopie), est un prêtre franciscain français, missionnaire en Afrique.

## Biographie
Après avoir quitté le petit-séminaire de Moûtiers en 1842, il entre au noviciat des Capucins à La Roche-sur-Foron.
Ami d'Antoine d'Abbadie, après une mission aux Seychelles (1851) où il construit la première église catholique des îles Seychelles, il en est expulsé par les Britanniques en 1853. Léon des Avanchers entreprend alors une expédition en Abyssinie pour se rendre dans des pays encore plus au sud, quasiment inconnus par les chercheurs européens et encore indépendants. Il avait l'idée d'instruire et d'étudier les tribus (1860). Correspondant de la Société Royale de Géographie de Rome, il rachète de nombreux esclaves des négriers locaux pour leur rendre la liberté. Il se rend dans des royaumes Oromos, y inclut le royaume de Géra, et dans l'empire africain de Kefa, qui contrôlait à l'époque un nombre de petits royaumes de la région au nord de l'Omo.
Il est un des premiers chercheurs européens à écrire sur cet état largement fermé encore aux visiteurs de l'extérieur.

## Écrit
- Esquisse du royaume de Géra, 1866